# Ottleya
Genre
Ottleya est un genre de plantes à fleurs dicotylédones de la famille des Fabaceae, sous-famille des Faboideae, originaire d'Amérique du Nord, qui comprend une douzaine d'espèces acceptées.

## Liste d'espèces
Selon The Plant List (6 décembre 2018) :
- Ottleya argyraea (Greene) D.D.Sokoloff
- Ottleya flexuosa (Greene) D.D.Sokoloff
- Ottleya grandiflora (Benth.) D.D.Sokoloff
- Ottleya greenei (Wooten & Standl.) D.D.Sokoloff
- Ottleya intricata (Eastw.) D.D.Sokoloff
- Ottleya mearnsii (Britton) D.D.Sokoloff
- Ottleya nivea (Watson) D.D.Sokoloff
- Ottleya oroboides (Kunth) D.D.Sokoloff
- Ottleya rigida (Benth.) D.D.Sokoloff
- Ottleya strigosa (Nutt.) D.D.Sokoloff
- Ottleya utahensis (Ottley) D.D.Sokoloff
- Ottleya wrightii (A.Gray) D.D.Sokoloff